# Старр, Кейт
Кэтрин (Кейт) Старр (англ. Katherine (Kate) Starre; род. 18 сентября 1971, Перт) — австралийская хоккеистка на траве, полузащитник. Двукратная олимпийская чемпионка 1996 и 2000 годов, участница летних Олимпийских игр 1992 года, двукратная чемпионка мира 1994 и 1998 годов.

## Биография
Кейт Старр родилась 18 сентября 1971 года в австралийском городе Перт.
Играла в хоккей на траве за «Пайретс».
В 1992 году вошла в состав женской сборной Австралии по хоккею на траве на летних Олимпийских играх в Барселоне, занявшей 5-е место. Играла на позиции полузащитника, провела 1 матч, мячей не забивала.
В 1994 году завоевала золотую медаль чемпионата мира в Дублине. Забила 1 мяч.
В 1996 году вошла в состав женской сборной Австралии по хоккею на траве на летних Олимпийских играх в Атланте и завоевала золотую медаль. Играла на позиции полузащитника, провела 8 матчей, забила 1 мяч в ворота сборной США.
В 1998 году выиграла золотую медаль чемпионата мира в Утрехте. Мячей не забивала.
В том же году завоевала золото хоккейного турнира Игр Содружества в Куала-Лумпуре. 
В 2000 году вошла в состав женской сборной Австралии по хоккею на траве на летних Олимпийских играх в Сиднее и завоевала золотую медаль. Играла на позиции полузащитника, провела 8 матчей, забила 1 мяч в ворота сборной Аргентины.
Завоевала пять медалей Трофея чемпионов: четыре золотых в 1991 году в Берлине, в 1993 году в Амстелвене, в 1995 году в Мар-дель-Плате и в 1997 году в Берлине, бронзовую в 2000 году в Амстелвене.
В январе 1997 года была награждена медалью ордена Австралии, в июне 2000 года — Австралийской спортивной медалью.
В течение карьеры провела за женскую сборную Австралии 220 матчей, забила 14 мячей.
После окончания игровой карьеры работала тренером и спортивным менеджером. В сезоне-2017/18 была главным тренером английского «Кентербери». В 2018 году занималась профилактикой травм в женской команде по австралийскому футболу «Фримантл».